# Umkehr der Ruderwirkung
Bei der Umkehr der Ruderwirkung handelt es sich um einen Vorgang der Aeroelastizität oder eines lokalen Strömungsabrisses, bei dem die Ruderwirkung entgegen dem Ruderausschlag erfolgt.
Erfolgt die Umkehr der Ruderwirkung durch Aeroelastizität, wird die Leitfläche durch die Steuerfläche so verdreht, dass die Gesamtwirkung dem Ruderausschlag entgegenwirkt. Dies geschieht insbesondere bei hohen Fluggeschwindigkeiten.
Reißt hingegen die Strömung insbesondere an den Querrudern ab, geschieht dies aufgrund besonders langsamer Fluggeschwindigkeit in Verbindung mit großem Ruderausschlag.